# Remilly-Aillicourt
Remilly-Aillicourt é uma comuna francesa na região administrativa de Grande Leste, no departamento das Ardenas. Estende-se por uma área de 13,26 km². Em 2010 a comuna tinha 793 habitantes (densidade: 59,8 hab./km²).